# Kosmos 69
Kosmos 69 – radziecki satelita rozpoznawczy. Ósmy statek typu Zenit-4 należącego do programu Zenit, którego konstrukcja została oparta na załogowych kapsułach Wostok.